# 648型潛艇救難修理艦
648型潛艇救難修理艦（英語：Type 648 repair ship）是中國人民解放軍海軍（PLAN）專為潛艇提供救援和修理支援的艦艇。該艦於1980年由渤海造船廠開工建造，並於1985年服役，隸屬於東海艦隊，艦名為「東修911」。該艦北約代號為「大島級」（英語：Dadao-class），是中國設計並建造的首艘潛艇修理艦之一。

## 設計與建造
648型艦的設計始於1975年，當時中國船舶工業總公司第708研究所（現中國船舶及海洋工程設計研究院）接到任務，開始研發專為潛艇提供救援及修理支援的艦艇。建造工作於1980年7月在渤海造船廠展開，歷時4年，於1984年12月完工，並於1985年1月正式交付海軍使用。
該艦的主要目的是為中國海軍提供一種可在海上對潛艇進行修理與維護的移動平台，以減少潛艇進港維修的時間，提升潛艇的作戰持續性。

## 性能與特點
648型艦具備完整的潛艇修理設備，包括焊接、切割、機加工和壓力艙檢測系統。此外，艦上配備的導航雷達可在各種天候條件下執行任務。

## 服役歷史
648型艦在服役期間，參與了多次潛艇救援及修理任務，顯示出其在提升潛艇作戰持續性方面的重要價值。該艦於2012年退役，標誌著648型潛艇修理艦的服役結束。

## 同型艦
648型計畫建造兩艘，但僅完成「東修911」一艘。
| 艦型 | 艦號    | 建造廠     | 開工日期  | 入列日期  | 狀態       | 所屬艦隊 |
| ---- | ------- | ---------- | --------- | --------- | ---------- | -------- |
| 648  | 東修911 | 渤海造船廠 | 1980年7月 | 1985年1月 | 2012年退役 | 東海艦隊 |